# Leeuwarderadeel

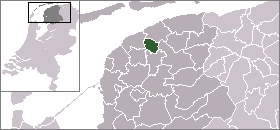
Leeuwarderadeels läge

Leeuwarderadeel (frisiska Ljouwerteradiel) är en historisk kommun i provinsen Friesland i Nederländerna. Kommunens totala area är 41,38 km² (där 0,58 km² är vatten) och invånarantalet är på 10 553 invånare (2005).